# Henri Maïdou
Pour les articles homonymes, voir Maïdou.
Henri Maïdou, né le 14 février 1936 à Bangui, est un homme politique centrafricain.

## Biographie
Il est le deuxième Premier ministre de l'Empire centrafricain, succédant à Ange-Félix Patassé le 14 juillet 1978. Le 4 septembre 1979, il écrit une lettre au gouvernement français pour demander à la France de mettre fin au régime de Bokassa. Moins de trois semaines plus tard, l'opération Barracuda dépose le dictateur.
Maïdou cède son poste quelques jours plus tard, le 26 septembre 1979.